# Maurice Huet
Maurice Fernand Huet (ur. 1 grudnia 1918 w Paryżu, zm. 8 czerwca 1991 w Tours) – francuski szpadzista, złoty medalista olimpijski i wielokrotny medalista mistrzostw świata.
Na igrzyskach olimpijskich w Londynie w 1948 roku Francuzi w składzie: Maurice Huet, Michel Pécheux, Marcel Desprets, Édouard Artigas, Henri Guérin i Henri Lepage zdobyli drużynowo złoty medal. Był to jego jedyny start olimpijski.
Podczas mistrzostw świata w Monte Carlo w 1950 roku wspólnie z René Bougnolem, Jéhanem de Buhanem, Henrim Guérinem, Claude'em Nigonem i Michelem Pécheux zdobył srebrny medal w zawodach drużynowych. W tej samej konkurencji zdobywał następnie srebrne medale na mistrzostwach świata w Brukseli (1953) i mistrzostwach świata w Rzymie (1955) oraz brązowe na mistrzostwach świata w Luksemburgu (1954) i mistrzostwach świata w Filadelfii (1958).